# Circuito Grandvalira Andorra
Der Circuito Grandvalira Andorra in Pas de la Casa ist die einzige permanente Motorsport-Rennstrecke im Fürstentum Andorra. Sie ist gleichzeitig Europas höchstgelegene Rennstrecke.

## Beschreibung

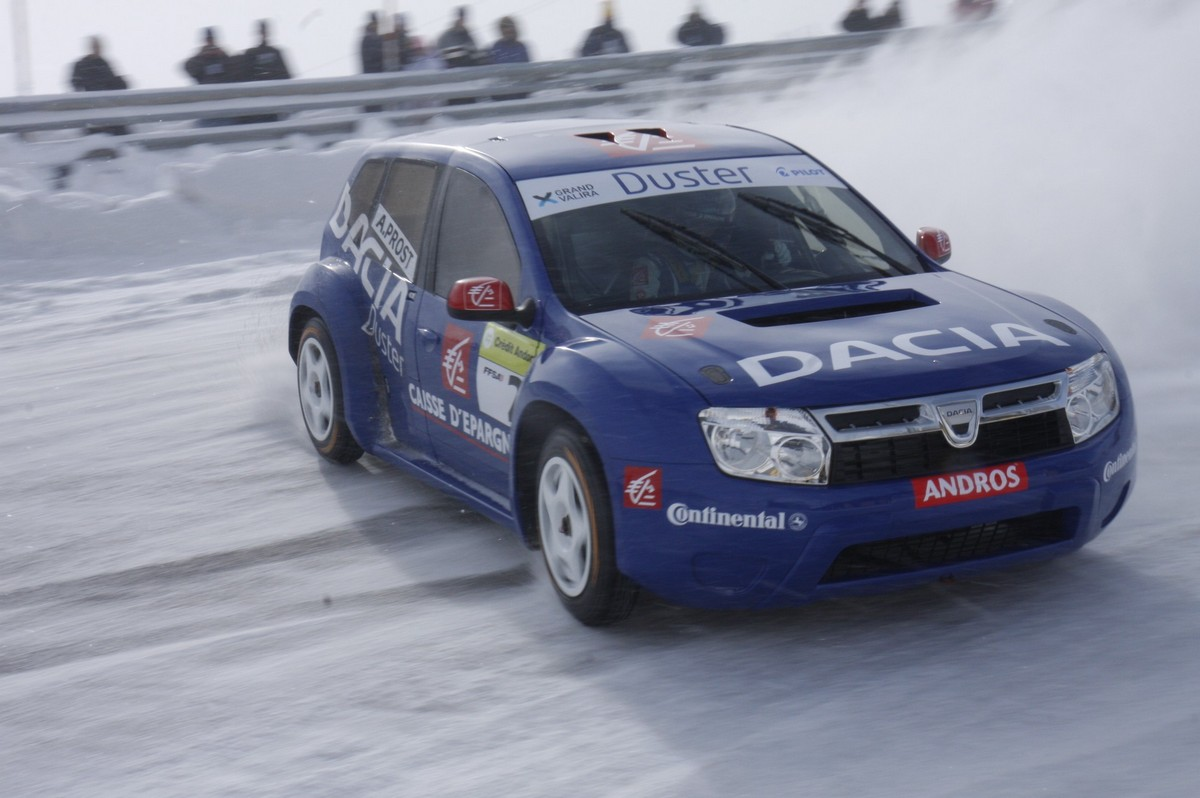
Silhouettefahrzeug Eisrennen

Die Rennstrecke liegt auf 2370 m Seehöhe etwa 1 km oberhalb des Grenzortes Pas de la Casa an der Nationalstraße CG-2. Der über mehrere Kurzanbindungen in verschiedenen Varianten konfigurierbare, 10–12 m breite und vollständig asphaltierte Kurs ist durch seine Lage über mehrere Monate hin komplett vereist und wird daher in den Wintermonaten als Veranstaltungsort für Eisrennen benutzt.

## Veranstaltungen

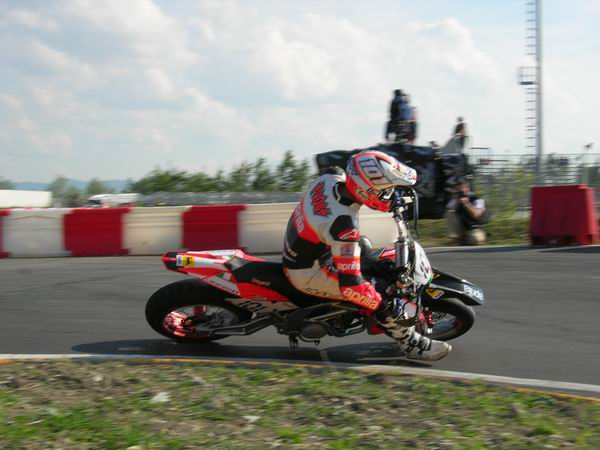
Supermoto

Im Winter werden auf der vereisten Strecke Eisrennen der Trophée Andros sowie der streckeneigenen Eisrennserie der „G Series BPA“ durchgeführt. Veranstalter ist der Automobil Club d’Andorra.
Im Sommer wird die Rennstrecke, für Fahrtraining und andere Motorsportwettbewerbe genutzt. auf Teilen der Anlage wird dann eine temporäre Kartstrecke errichtet.
Von 2008 bis mindestens 2014 war die Strecke ein Austragungsort der Supermoto-Weltmeisterschaft mit dem Mundial Supermotard Gran Premi D'Andorra.